# Michael Knudsen
 Der er flere personer med dette navn, se Michael Knudsen (flertydig).
Michael Knudsen (født 10 februar 1967-21. marts 2018) var en dansk atlet medlem af Københavns IF som blev dansk mester i vægtkast 1999.

## Danske mesterskaber
- Bronze 2008 Vægtkast 16,52
- Bronze 2007 Vægtkast 16,94
- Bronze 2006 Vægtkast 18,12
- Bronze 2005 Kastefemkamp 3573p
- Guld 1999 Vægtkast 18,61
- Bronze 1999 Hammerkast 63,09
- Sølv 1998 Vægtkast 20,14
- Bronze 1997 Hammerkast 61,54
- Bronze 1996 Hammerkast 60,00